# N144 (België)
De N144 is een gewestweg in de Belgische provincie Antwerpen en verbindt de N1 in Braken, een gehucht van Wuustwezel met de N14 in Hoogstraten. De totale lengte van de N144 bedraagt ongeveer 11 kilometer.

## Plaatsen langs de N144
- Braken
- Loenhout
- Hoogstraten